# 뉴 트레이드 타워
뉴 트레이드 타워(영어: New Trade Tower)는 대한민국 서울특별시 송파구 잠실동에 개발할 예정이다.

## 같이 보기
- 대한민국의 마천루 목록
- 서울특별시의 마천루 목록